# گمینا تژچیل
گمینا تژچیل (به لهستانی:  Gmina Trzciel) یک گمینا در لهستان است که در شهرستان مینزژچ واقع شده‌است. گمینا تژچیل ۱۷۷٫۳۵ کیلومتر مربع مساحت و ۶٬۳۴۳ نفر جمعیت دارد.